# IC 1293
IC 1293 bezeichnet im Index-Katalog dicht beieinander liegende Sterne im Sternbild Drache. Der Katalogeintrag geht auf eine Beobachtung des Astronomen Lewis Swift am 29. August 1888 zurück.